# Plátanos (Chiapas)
Plátanos es una localidad del estado mexicano de Chiapas. Es parte del municipio de El Bosque.

## Demografía
| Gráfica de evolución demográfica |
|                                  |

| Censo | Población |
| ----- | --------- |
| 1900  | 231       |
| 1910  | 189       |
| 1921  | 116       |
| 1930  | 31        |
| 1940  | 33        |
| 1950  | 345       |
| 1960  | 460       |
| 1970  | 575       |
| 1980  | 712       |
| 1990  | 1 398     |
| 2000  | 1 675     |
| 2010  | 1 992     |
| 2020  | 2 671     |